# Docoságono
Em geometria, docoságono é um polígono de 22 lados.

## Propriedades do docoságono
- Número de diagonais:209
- Soma dos ângulos internos:3600°
- Soma dos ângulos externos:360°

### Propriedades do docoságono regular
- Ângulo interno:163,63636363...°
- Ângulo externo:16,36363636...°